# Killing Zoe
 Killing Zoe és una pel·lícula franco-estatunidenca dirigida pel canadenc Roger Avary, estrenada el 1994. Ha estat doblada al català.

## Argument
Zed, un gàngster estatunidenc especialista en l'obertura de caixes fortes, va a França a veure Éric, un bon amic. Coneix Zoe, prostituta parisenc pel consell d'un taxista. Éric té un gran projecte: el robatori d'un banc de la capital, l'únic obert durant el 14 de juliol.

## Repartiment
- Eric Stoltz: Zed
- Jean-Hugues Anglade: Éric
- Julie Delpy: Zoe
- Tai Thai: François
- Bruce Ramsay: Ricardo
- Kario Salem: Jean
- Salvator Xuereb: Claude
- Gary Kemp: Oliver
- Martin Raymond: taxista
- Éric Pascal Chaltiel: Bellboy
- Cecilia Peck: Martina
- Gladys Holland: Sub Lobby Teller